# جعفر بن عون
جعفر بن عون بن جعفر بن عمرو بن حريث بن عمرو بن عثمان بن عبد الله بن عمر بن مخزوم بن يقظة إمام حافظ، محدث الكوفة، يُعرف بأبو عون المخزومي العمري، نسبة إلى عمرو بن حريث الصحابي.
ولد سنة بضع عشرة ومائة. سمع من: هشام بن عروة، ويحيى بن سعيد الأنصاري، والأعمش، وإسماعيل بن أبي خالد، وأبي العميس عتبة بن عبد الله، وأبو حنيفة، ومسعر وعدة. وعنه إسحاق بن راهويه، وإسحاق الكوسج، وأبو إسحاق الجوزجاني، وأحمد بن الفرات، وعبد بن حميد، وإبراهيم بن عبد الله العبسي القصار، ومحمد بن أحمد بن أبي المثنى الموصلي، وخلق كثير.
قال أبو حاتم: «صدوق». وقال أحمد بن حنبل: «رجل صالح، ليس به بأس». قال محمد بن عبد الوهاب وهو من المكثرين عن جعفر: «قال لي أحمد بن حنبل  أين تريد؟ فقلت: الكوفة، فقال: عليك بابن عون يعني جعفر بن عون».

## وفاته
توفي ابن عون سنة 207 هـ، وهو راجع من الحج، وله نيف وتسعون سنة.